# Эберг, Правиц
Хартвиг Эдмунд Правиц Эберг (швед. Hartwig Edmund Prawitz Öberg; 16 ноября 1930, Йислёв, коммуна Треллеборг — 4 ноября 1995, Мальмё) — шведский футболист, левый защитник.

## Карьера
Правиц Эберг начал карьеру в молодёжном составе клуба «Треллеборг». Затем играл за «ИФК Треллеборг», откуда перешёл в «Мальмё». Футболист выступал за клуб до 1965 года, проведя 515 игр и забив 103 гола. Он выиграл с клубом два чемпионата Швеции и один кубок страны. Последним клубом футболиста стал «Гуннарсторп».
В состав сборной Швеции Эберг попал в 1955 году, первоначально играя за вторую команду. 22 сентября 1957 года он дебютировал в первой команде в матче с Финляндией, где его команда выиграла 5:1. Защитник в том же году провёл ещё один матч за национальную команду, а спустя год стал участником чемпионата мира, где сборная добилась своего наивысшего в истории результата — дошла до финала, где проиграла Бразилии. Но сам Эберг на поле не появлялся. Футболист вышел на поле лишь в 1961 году, спустя 4 года после последней игры, в ней его команда обыграла финнов 4:0. 7 апреля 1962 года Эберг забил свой первый и затем второй мячи за сборную, поразив ворота Чехословакии, а главный арбитр встречи, Николай Латышев, зафиксировал победу шведов со счётом 3:1. Сам игрок мог сделать в игре хет-трик, но не реализовал пенальти. Последний матч за сборную Эберг провёл 7 октября 1963 года с Польшей (3:3) и в ней забил гол. Всего за национальную команду защитник провёл 26 матчей и забил 5 голов.
Завершив карьеру игрока, Эберг стал тренером. Он тренировал клуб «Лундс» с 1968 по 1969 год и клуб «Треллеборг» с 1976 по 1978 год.

## Достижения

### Командные
- Чемпион Швеции: 1952/53, 1964/1965
- Обладатель Кубка Швеции: 1953

### Личные
- Футболист года в Швеции: 1962